# Осенца
Осенца (на словенски: Osenca) е село в Словения, Савински регион, община Целе. Според Националната статистическа служба на Република Словения през 2015 г. селото има 88 жители.